# Colurella unicauda
Colurella unicauda är en hjuldjursart som beskrevs av Bente Eriksen 1968. Colurella unicauda ingår i släktet Colurella och familjen Lepadellidae. Inga underarter finns listade i Catalogue of Life.